# 序破急
序破急（じょはきゅう）とは、日本の雅楽の舞楽から出た概念であり、能楽、連歌、蹴鞠、香道、剣術、抜刀術、居合道、茶道など芸道論で使用される言葉である。
脚本構成としては、能に限らず、浄瑠璃および歌舞伎等においては、 日本では中近世以降、伝統的に用いられてきた構成である。映像分野の脚本構成においても、序破急の同義語である三幕構成が国際的に主流となっている。また、文章構成などにおける三段構成（パラグラフ・ライティング、三幕構成等）を指す概念としても用いられる。

## 原義
本来は雅楽の演奏についての言葉である。雅楽の唐楽などで、曲を構成する三つの部分をいい、ほぼ西洋音楽の楽章に相当する。「序」が無拍子かつ低速度で展開され、太鼓の拍数のみを定めて自由に奏され、「破」から拍子が加わり、「急」で加速が入り一曲三部構成を成す。序破急一組で楽式とも考えることができる。ただし、現行曲で序破急を完備する楽曲は、五常楽・蘇合香など極めて少なく、序破急すべてを備えていない（失われたか、始めから存在しない）曲の方が多い。序破急を通しで演奏することを「一具」と呼ぶ。
「序破急」の語は、猿樂、世阿彌の書『花鏡』、『三道』、『風姿花伝』で触れられているので、有名である。そのため、能楽からの言葉と誤解されることが多いが、元来は雅楽から発した語であった。しかし、世阿弥は、それを芸道一般に通じることと論じている。
現代日本では、物語などにおける四段構成（起承転結）に対する三段構成を指す概念として用いられ、演劇等の“三幕構成”の同義語として使われることがある。また、起承転結とともに小中学校の作文技法として使われる。

## 関連書籍
- 丹波明『「序破急」という美学-現代によみがえる日本音楽の思考型』音楽之友社、2004.7、ISBN 4276133084